# Granat
Granat (en russe : Гранат), initialement Astron 2, est un observatoire spatial russe développé avec une participation importante de la France et destiné à l'étude des rayons X durs et gamma mous émis par les objets célestes. Cet observatoire lourd embarquant 7 instruments a été lancé le 1er décembre 1989 par une fusée Proton-K/D-1 depuis Baïkonour et placé initialement sur une orbite haute très elliptique. Le principal instrument, SIGMA, développé par les laboratoires français, a testé pour la première fois la technique du masque à ouverture codée dans cette gamme d'énergie. L'ensemble de l'instrumentation a fonctionné jusqu'en 1994. À partir de cette date le satellite, privé de son système de contrôle d'orientation, a été utilisé uniquement pour détecter l'apparition de sources X. Sa principale contribution est l'étude détaillée des sources de rayons X situées au centre de notre galaxie.

## Caractéristiques techniques
Granat utilise la plateforme développée par Lavotchkine pour les sondes spatiales Venera et Vega. L'observatoire de forme cylindrique est long de 4 mètres pour un diamètre de 2,5 mètres. Deux panneaux solaires fixes s'étendent de part et d'autre du corps central du satellite. Sa masse est de 4 tonnes dont 2,3 tonnes d'équipements scientifiques. Les données collectées par les instruments sont stockées dans une mémoire magnétique à bulles d'une capacité de 128 mégaoctets. Les données sont transmises au sol à la station d'Evpatoria tous les quelques jours.

## Charge utile
La charge utile de Granat est composée de sept instruments développés par des laboratoires de recherche soviétiques, français, danois et bulgares.

### Télescope SIGMA
SIGMA (Système d'Imagerie Gamma à Masque Aléatoire) est l'instrument principal de l'observatoire spatial. Il s'agit d'un télescope conçu pour observer les sources de rayonnement X dur et de rayonnement gamma à faible énergie (35 keV-1,3 MeV) d'origine galactique et extra galactique. La résolution angulaire de l'instrument est de 1,6 minute d'arc (30 secondes d'arc pour les sources les plus brillantes). Le champ optique de 4,7 × 4,3° et la sensibilité est de 3–8 × 10−8 erg/cm2. L'instrument, qui est le premier utilisant la technique du masque à ouverture codée pour cette gamme d'énergie. Le plan détecteur est situé à 2,5 mètres du masque. L'instrument d'une longueur de 3,5 mètres pour un diamètre de 1,2 mètre a une masse de 1,05 tonne. SIGMA a été développé par deux laboratoires français : le CESR à Toulouse et le Service d'Astrophysique du CEA à Saclay.

### Autres instruments
- Art-P est un télescope qui couvre la bande 4-60 keV (image) et 4-160 (spectral et temporel). Il comporte 4 modules identiques composés d'une chambre proportionnelle multifils et d'un masque codé URA. Chaque module a une surface efficace de 600 cm2. Le champ optique est de 1,8° × 1,8° et la résolution angulaire est de 5 minutes d'arc. L'instrument atteint une sensibilité de 1 mCrab après un temps d'exposition de 8 heures. La résolution temporelle maximale est de 4 ms[2].
- Art-S est un télescope qui couvre la bande 3–100 keV. Il comporte quatre détecteurs. La surface efficace de 2 400 cm2 à 10 keV et de 800 cm2 à 100 keV. Le champ optique est de 2° × 2° et la résolution temporelle est de 200 microsecondes.
- PHEBUS est un instrument capable d'enregistrer les phénomènes transitoires dans la gamme d'énergie 100 keV-100 MeV. Il comprend deux détecteurs indépendants dotés chacun de leur électronique. Chaque détecteur est composé d'un cristal BGO de 78 mm de diamètre et de 120 mm d'épaisseur entouré de plastique anti-coïncidence. Les deux détecteurs combinés ont un champ optique de 4Π stéradians. Un mode dédié aux bouffées d'énergie est enclenché dès que le nombre de photons enregistrés dépasse le ceux émanant du bruit de fond de 8 ordres de grandeur sur une durée de 0,25 ou 1 seconde. des L'instrument est un développement du CESR de Toulouse[2].
- WATCH constitué de quatre instruments permet d'assurer une surveillance constante des trois quarts de la voute céleste et de localiser l'apparition de sources d'énergie comprises entre 6  et   180 keV avec une précision angulaire de 0,5°. La résolution en énergie est de 60 % à 60 keV. Durant les périodes calmes, la fréquence des impacts est enregistrée dans deux bandes (6-15 keV, 15-180 keV) sur des périodes de 4, 8 ou 16 secondes en fonction de la mémoire disponible. Durant un phénomène transitoire ou un pic d'énergie, la fréquence des impacts est enregistrée avec une résolution temporelle de 1 seconde. WATCH est développé par l'Institut danois de recherche spatiale (en)[2].
- KONUS-B est constitué de 7 détecteurs répartis à la surface du satellite qui permettent de détecter les sources de rayonnement dans la gamme d'énergie 10 keV-8 MeV. Chaque détecteur est un scintillateur utilisant un cristal NaI(Tl) de 200 mm de diamètre et de 50 mm d'épaisseur avec une fenêtre d'entrée en béryllium. Les faces latérales sont protégées par un blindage en plomb de 5 mm d'épaisseur. Le seuil de détection des bouffées d'énergie est de 5 × 10−8 - 5 × 10−7 erg/cm2 en fonction du spectre énergétique et du temps de montée. L'instrument a fonctionné 27 jours entre le 11 décembre 1989 et le 20 février 1990, il a détecté 60 éruptions solaires et 19 sursauts gamma. L'instrument est développé par l'Institut Technico-Physique Ioffe de Saint-Petersbourg[2].
- TOURNESOL est un instrument composé de 4 compteurs proportionnels (2 keV - 20 MeV) ayant un champ de vue de 6° × 6° et de deux détecteurs optiques ayant un champ de 5° × 5°. Cet instrument est destiné à déterminer la contrepartie optique des sources de pic d'émission d'énergie et à effectuer une analyse spectrale des événements à haute énergie. L'instrument est fourni par les laboratoires français[2].

## Déroulement de la mission
Le satellite est lancé le 1er décembre 1989 par une fusée Proton-K/D-1 depuis Baïkonour et placé initialement sur une orbite haute très elliptique de 96 heures de 200 000 km sur 20 000 km. Cette orbite s'est progressivement circularisée et en 1991 le périgée se situait à 40 000 km. Trois jours sur quatre étaient consacrés aux observations. L'ensemble de l'instrumentation a fonctionné jusqu'en 1994. À partir de cette date le satellite, privé de son système de contrôle d'orientation par l'épuisement des ergols utilisés à cet effet, ne permettait plus qu'un pointage passif (non choisi) vers les sources X. Le satellite a cessé la transmission de données le 27 novembre 1998 à la suite d'une défaillance de ses senseurs solaires. Le fonctionnement de Granat a été perturbé par l'éclatement de l'Union Soviétique en 1990. L'antenne de 70 mètres chargées de collecter les données du satellite située en Crimée s'est retrouvée après la dissolution de l'URSS dans une région disputée située en Ukraine. Mais le plus grave problème qui a affecté la vie opérationnelle du projet est l'effondrement des ressources financières russes. L'agence spatiale française, le CNES, qui était fortement engagée dans le projet, dut subventionner le projet pour que la phase opérationnelle ne s'interrompe pas.

## Résultats
SIGMA a fourni la première image du Centre galactique dans le domaine des rayons X durs et a permis la découverte des microquasars, analogues aux quasars mais avec des temps d'émissions beaucoup plus courts. Au cours des quinze campagnes effectuées cumulant 3000 heures de données, une quinzaine de sources gamma ont été identifiées dont un tiers avaient la signature d'un trou noir. L'emplacement supposé du trou noir géant situé au centre de notre galaxie a été observé et aucune émission gamma n'a pu être détectée.